# San Diego Film Critics Society Awards 2003
I premi dell'8° San Diego Film Critics Society Awards sono stati annunciati il 17 dicembre 2003.

## Premi assegnati

### Miglior attore
Chiwetel Ejiofor – Piccoli affari sporchi

### Miglior attrice
Naomi Watts – 21 grammi

### Miglior film di animazione
- Appuntamento a Belleville (Les Triplettes de Belleville) di Sylvain Chomet
  - Alla ricerca di Nemo (Finding Nemo) di Andrew Stanton
  - Sinbad - La leggenda dei sette mari (Sinbad: Legend of the Seven Seas) di Patrick Gilmore e Tim Johnson

### Miglior fotografia
Eduardo Serra - La ragazza con l'orecchino di perla (Girl with a Pearl Earring)

### Miglior regista
Peter Jackson – Il Signore degli Anelli - Il ritorno del re

### Miglior documentario
Rivers and Tides

### Miglior montaggio
Kill Bill: Volume 1 – Sally Menke

### Miglior film
Piccoli affari sporchi

### Miglior film in lingua straniera
Le invasioni barbariche (Les Invasions barbares), regia di Denys Arcand • Canada / Francia (ex aequo) Irréversible, regia di Gaspar Noé • Francia

### Migliore scenografia
Il Signore degli Anelli - Il ritorno del re – Grant Major

### Migliore sceneggiatura originale
Magdalene – Peter Mullan

### Migliore adattamento della sceneggiatura
American Splendor – Shari Springer Berman, Robert Pulcini

### Miglior attore non protagonista
Djimon Hounsou – In America - Il sogno che non c'era

### Migliore attrice non protagonista
Renée Zellweger – Ritorno a Cold Mountain

### Premio speciale
Patricia Clarkson (come attrice dell'anno per i film All the Real Girls, La sicurezza degli oggetti, Station Agent e Schegge di April)